# Averroísmo

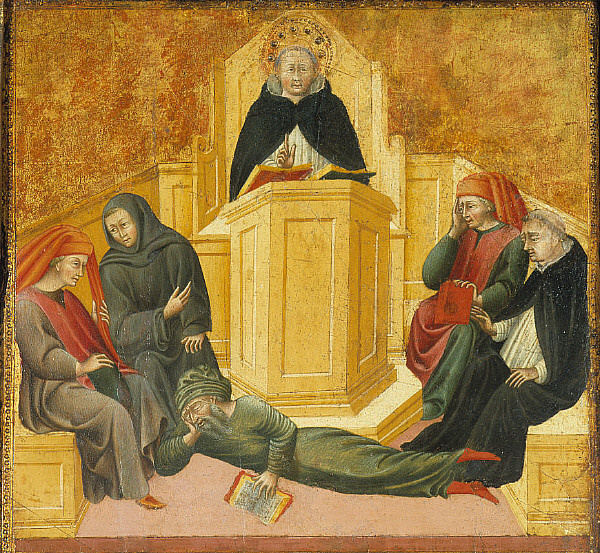
Santo Tomás de Aquino confundiendo a Averroes, por Giovanni di Paolo.

Averroísmo es el término aplicado a dos tendencias filosóficas de la escolástica desde finales del siglo XIII, la primera de las cuales estaba basada en las interpretaciones del aristotelismo por el filósofo cordobés Averroes (Ibn Rushd) y su intento de conciliarle con el Islam. Sus enseñanzas se difundieron por todos los reinos árabes especialmente en la península ibérica. Los filósofos cristianos a su vez aplicaban estas ideas a los escritos de Aristóteles para hacer lo propio con el cristianismo.
Averroísta designa al grupo de pensadores seguidores de Averroes, filósofo y teólogo musulmán de la Edad Media. Se caracterizan por su influencia muy marcada de Aristóteles tratando de compatibilizar la revelación musulmana y la lógica aristotélica para tener una mejor comprensión de Dios. Los principales autores involucrados en el movimiento averroísta fueron Siger de Brabante y Boecio de Dacia.

## Doctrinas
Las principales ideas del primitivo concepto filosófico averroísta — tal como se encuentra en los comentarios de Averroes a Aristóteles — eran:
- hay una verdad, pero hay (al menos) dos maneras de alcanzarla: a través de la filosofía y a través de la religión;
- el mundo es eterno;
- el alma se divide en dos partes: una individual y otra divina;
- el alma individual no es eterna;
- todos los hombres comparten a un nivel básico la misma alma divina (idea denominada monopsiquismo);
- la resurrección de los muertos no es posible (proposición de Boecio).

## Recepción
La Iglesia católica considera que el pensamiento de Averroes es incompatible con la fe católica. Su mayor contenedor fue Santo Tomás de Aquino que intentó refutar el averroísmo y lo considera una muy mala lectura de Aristóteles. Aun así, gracias a ellos se conservaron muchos manuscritos aristotélicos permitiendo que Tomás pudiera años más tarde conciliar la filosofía de este gran maestro con la fe católica, convirtiéndose en uno de los mayores doctores de la Iglesia.
En tal punto se produjeron las dos condenas de la Sorbona de 1270 y 1277 por el obispo Étienne Tempier. Tempier acusó a los filósofos de mantener tesis incompatibles con los dogmas católicos y aun así seguir llamándose a sí mismos católicos. Historiadores modernos llamaron a esta acusación la teoría de la doble verdad: una verdad factual o "dura", que se alcanza con la ciencia y la filosofía, y una verdad religiosa, que se alcanza a través de la religión. Esta idea no era original de Averroes; su planteamiento era que había una única verdad alcanzada por diferentes vías, pero no dos verdades. 
Historiadores modernos mostraron que ningún pensador latino medieval apoyó dicha teoría de la "doble verdad". No está claro si la acusación de Tempier se debió a un malentendido o fue malintencionada. En todo caso, la doble verdad violentaría un principio esencial de la lógica, el principio de no contradicción: nada puede ser y no ser al mismo tiempo y en el mismo sentido. Boecio afirma, por el contrario, que existen dos tipos de causas: unas naturales, que obran según la naturaleza, y otras de categoría superior, según la fe, que no contradice las naturales, sino que las completan, porque lo son según la fe, que es de rango más alto.
El concepto posterior del averroísmo fue la idea de que los mundos filosófico y religioso son entidades separadas. No obstante, tras hacer el escrutinio de las 219 tesis condenadas por Tempier, era obvio que no muchas de ellas estaban originadas en Averroes. Aristotelismo radical y aristotelismo heterodoxo fueron los términos comúnmente usados por un tiempo para referirse al movimiento filosófico suscitado por Siger y Boecio y diferenciado del Averroísmo; no obstante, en la actualidad la mayor parte de los autores llaman a todo ello también averroísmo.
Tomás de Aquino atacó específicamente la doctrina del monopsiquismo en su libro De unitate intellectus contra Averroistas. En ese contexto, el término averroísmo era utilizado con propiedad.
Aunque condenadas desde 1277, desde esta fecha el averroismo fue en Occidente casi un sinónimo de impiedad,[cita requerida] muchas tesis averroístas sobrevivieron hasta el siglo XVI y pueden encontrarse en filósofos del humanismo renacentista, como Giordano Bruno, Pico della Mirandola y Cesare Cremonini. Sus tesis hablan de la superioridad de los filósofos sobre la gente común y la relación entre el intelecto y la dignidad humana.
La idea de separación entre filosofía y religión influyó en el desarrollo del secularismo moderno. En consecuencia de ello, algunos consideran a Averroes el padre fundador del pensamiento secular incluso en la Europa Occidental.